# 767 Бондија
767 Bondia је астероид главног астероидног појаса са пречником од приближно 41,54 .
Афел астероида је на удаљености од 3,675 астрономских јединица (АЈ) од Сунца, а перихел на 2,579 АЈ.
Ексцентрицитет орбите износи 0,175, инклинација (нагиб) орбите у односу на раван еклиптике 2,420 степени, а орбитални период износи 2020,443 дана (5,531 година).
Апсолутна магнитуда астероида је 10,00 а геометријски албедо 0,102.
Астероид је откривен 23. септембра 1913. године.